# Nathan East
Nathan Harrell East (ur. 8 grudnia 1955 w Filadelfii) – amerykański gitarzysta basowy i wokalista, wykonujący głównie gatunki jazz, R&B i rock. Członek grupy Fourplay.
Nagrywał, występował i komponował wspólnie z takimi artystami, jak Anita Baker, Babyface, B.B. King, Eric Clapton, Phil Collins, George Harrison, Elton John, Michael Jackson, Stevie Wonder, Sting, Quincy Jones, Al Jarreau, Kenny Loggins, Herbie Hancock, Aretha Franklin, Ray Charles, Beyoncé, Michael McDonald, J.J. Cale, Ry Cooder, Whitney Houston, Barbra Streisand, Céline Dion, Usher, Bee Gees, Toni Braxton, Justin Timberlake, Lionel Richie, Madonna, Julio Iglesias, Eurythmics, Kazumasa Oda, Joe Satriani, George Benson, Sérgio Mendes, Mary J. Blige, Josh Groban, Taylor Hicks, Michael Bublé, David Benoit, Laura Pausini, Toto, Eros Ramazzotti i Barry White.

## Wybrana dyskografia
- Nathan East – The Business of Bass (DVD, 2004, Hal Leonard Publishing)
- Nathan East – Nathan East (2014, Yamaha Entertainment Group)
- Nathan East – The New Cool (2015, Yamaha Entertainment Group)

## Publikacje
- Contemporary Electric Bass, 1992, Alfred Publishing Co., Inc., ISBN 978-0-7692-4854-7.

## Filmografia
- „Nathan East: For the Record” (2014, film dokumentalny, reżyseria: Chris Gero, David Maxwell)[3]
- „Tracking United: Documentary” (2015, film dokumentalny, reżyseria: Brent Christo)[4]